# E010

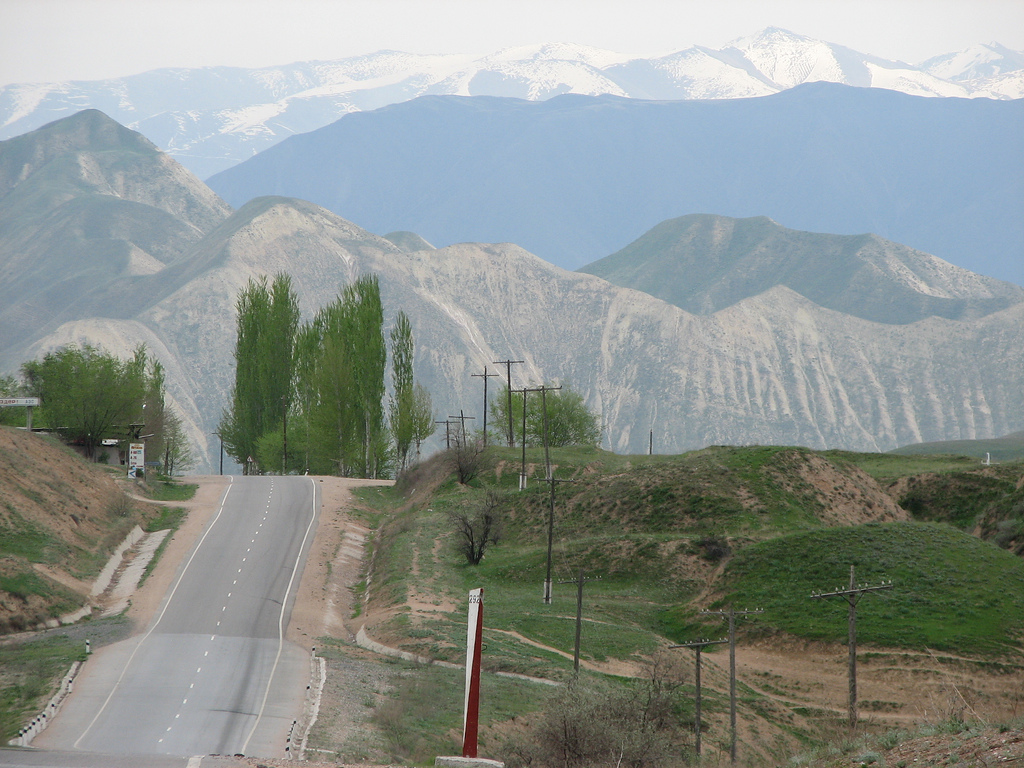
Vägen mellan Bishkek och Osh

E010 eller Europaväg 010 är en europaväg som går mellan Osj och Bisjkek i Kirgizistan. Den är 570 km lång. Denna väg har inget samband med europavägen E10 (i Sverige och Norge) trots sina likheter i vägnumret. 
Den nationella numret är M41 hela sträckan, ett nummer som kommer från Sovjetunionens tid. Vägen går nära och troligen över gränsen till Uzbekistan och in i Kirgizistan igen.

## Standard
Vägen är landsväg och bitvis grusväg och av dålig kvalitet. Den passerar flera bergspass, på upp till 3600 m höjd. 

## Anslutningar till andra europavägar
- E40 i Bisjkek
- E007 i Osj

## Historia
Europavägnumret infördes cirka år 2000 på samma sträcka som nu, Osj-Bisjkek.